# Bysantinska senaten
Den bysantinska senaten var, åtminstone nominellt, en arvtagare till den romerska senaten och grundades på 300-talet då Konstantin den store flyttade den romerska huvudstaden till Konstantinopel. Den förde en alltmer tynande tillvaro innan den till slut upphörde att existera på 1200-talet.
Det östromerska rikets senat bestod ursprungligen av romerska senatorer som råkade leva i rikets östra delar samt de som frivilligt antog Konstantins erbjudande om tilldelning av land och säd till de senatorer som flyttade till den nya huvudstaden Konstantinopel samt ett fåtal andra byråkrater. Konstantins senat hade 300 medlemmar och hade i stort sett samma makt som den romerska senaten, dvs i princip bara honorära uppgifter. Konstantins son Konstantius II ökade antalet senatorer till 2 000 genom att tillsätta vänner, hovmän och representanter från provinserna.
Liksom den romerska fungerade den bysantinska senaten i första hand som en prestigefylld sällskapsklubb för de rikaste aristokratin, även om de mest inflytelserika familjerna i Konstantinopel hade mindre makt och var mindre rika än de i Västrom, där senaten på 300-talet också svällt till 2 000 medlemmar. När senaten sammanträdde var det framförallt för ceremoniella uppgifter. Från 200-talet eftersträvade ändå många aristokrater en plats där för att undslippa de skatter och inte minst de samhällsplikter som Diocletianus annars påtvingade dem. Under honom tvingades de tjänstgöra som dekurioner vid kavalleriet. Valens undantog senatorer från sådan militärplikt, men Theodosius tvingade genom ett dekret senatorerna att uppfylla sina samhällsplikter.
Vid några tillfällen försökte senaten kappa åt sig verkligt inflytande. 457 erbjöd senatorerna alanen Aspar kejsartronen i tron att de hade makten att fälla ett avgörande i den frågan. 532 stödde ett antal senatorer upprorsmakarna i Nikaupproret mot Justinianus, som med sin enkla bakgrund varken gillade eller hade förtroende för de rika senatorerna. Justinianus betraktade senaten mest som en inkomstkälla och fråntog senatorerna deras tidigare plikter att övervaka offentliga byggprojekt, matdistribution m.m. som han förvandlade till kejserliga ärenden. Böldpestepidemin 541 kostade många senatorer livet och den ekonomiska nedgången som följde decimerade ytterligare deras antal. Många av de senatorer som sedan återstod fick se sina tillgångar konfiskerade av kejsaren.
Den bysantinska senaten var en av de sista latin-språkiga institutionerna i det gradvis alltmer grekiska riket och med senatens minskade inflytande förföll även den klassiska, romerska bildningen och litteraturen. Eftersom grekerna in lade samma tonvikt vid ärftliga titlar som romarna gjort förlorade senaten den prestigefulla betydelse den hade i det romerska riket. Men senaten överlevde, åtminstone till namnet, och med "senaten" avsåg man på 600-talet de rikaste aristokraterna som, i den mån de över huvud taget sammanträdde, bara möttes för att genom en ceremoni officiellt erkänna en ny kejsare. Som titel fanns "senator" fortfarande kvar ännu på 1100-talet, då den kunde köpas av alla som hade råd oavsett samhällsklass, men efter det fjärde korstågets härjningar 1204-1261 tycks titeln helt ha upphört att existera.